# Botia striata
Botia striata és una espècie de peix de la família dels cobítids i de l'ordre dels cipriniformes.

## Morfologia
- Fa 7,8 cm de llargària màxima.
- Cos allargat, hidrodinàmic, sense escates, comprimit lateralment i de color daurant brillant amb grups de ratlles de color marró fosc d'un gruix variable (les aletes dorsal i caudal presenten aquest estriat de manera vertical seguint el dibuix present en el cos, mentre que les aletes pectorals el tenen disposat de manera horitzontal).
- Boca orientada cap avall i amb quatre parells de barbetes sensorials (les situades a la mandíbula inferior són les més petites).
- Té una espina curta a sota dels ulls, la qual és emprada per defensar-se si se sent amenaçat.
- Aleta caudal ben desenvolupada.
- Les femelles madures tenen un abdomen més arrodonit.[3][4][5][6]

## Hàbitat i distribució geogràfica
És un peix d'aigua dolça (pH entre 6 i 8), demersal i de clima tropical (23 °C-26 °C), el qual viu als rius de substrat de còdols, grava, sorra i fullaraca de l'Índia (els Ghats Occidentals, Karnataka i Maharashtra). Comparteix el seu hàbitat amb Puntius chola, Balitora mysorensis i Mystus armatus.

## Amenaces
Les seues principals amenaces en estat salvatge són la desforestació, la sedimentació, la contaminació dels rierols de muntanya i les activitats turístiques de la zona.

## Observacions
És inofensiu per als humans i una espècie popular en aquariofília. La seua longevitat és de 7-10 anys.